# Johanneskirche (Britzingen)

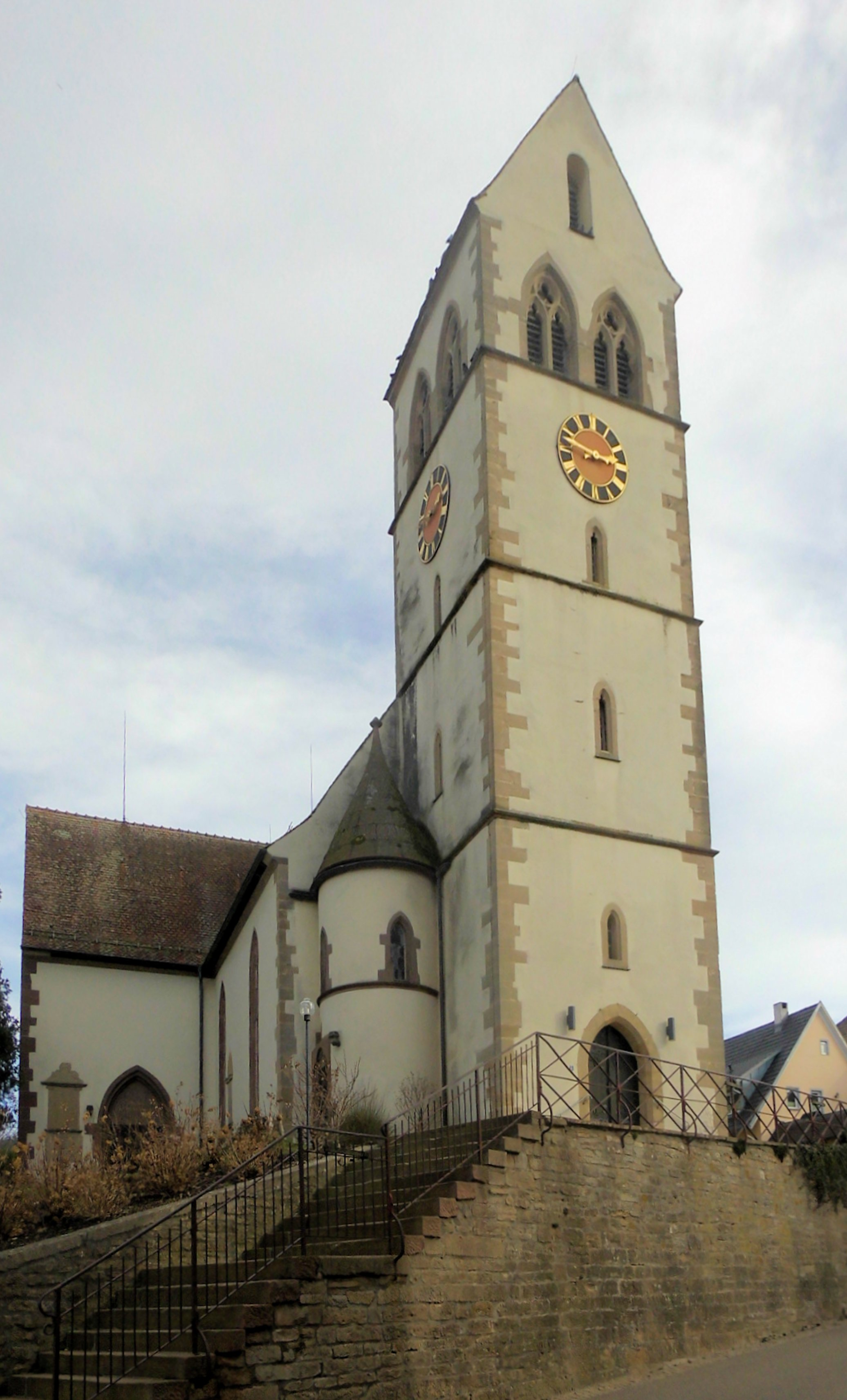
Johanneskirche in Britzingen

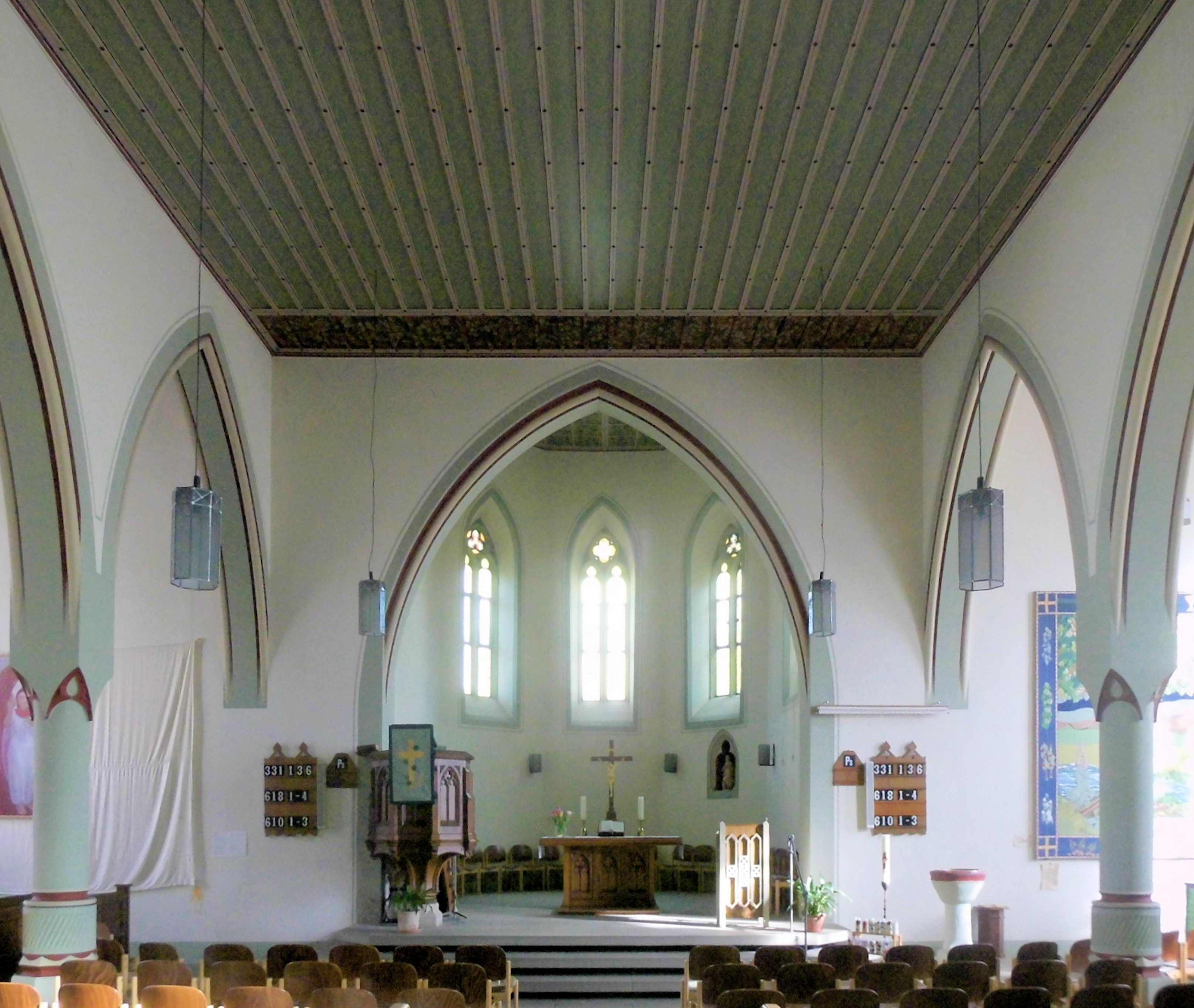
Innenansicht

Die evangelische Johanneskirche, deren Patrozinium ursprünglich der heilige Sebastian war, ist die Pfarrkirche von Britzingen, einem Gemeindeteil der Stadt Müllheim im Markgräflerland im Landkreis Breisgau-Hochschwarzwald in Baden-Württemberg. Die Kirchengemeinde gehört zum Kirchenbezirk Breisgau-Hochschwarzwald im Kirchenkreis Südbaden der Evangelischen Landeskirche in Baden. Die Kirche ist als Denkmal beim Landesamt für Denkmalpflege Baden-Württemberg eingetragen. 

## Beschreibung
Die Kreuzkirche besteht aus einem Kirchturm aus dem 13. Jahrhundert im Westen, einem eingezogenen, dreiseitig geschlossenen Chor aus dem 14. Jahrhundert im Osten und einem Langhaus aus dem 15. Jahrhundert, zwischen denen sich das Querschiff befindet. Der südliche Querarm stammt aus dem 15. Jahrhundert, der nördliche wurde erst 1906 hinzugefügt. Das Glockengeschoss hat Biforien als Klangarkaden.
Der Innenraum des Langhauses ist mit einer Flachdecke überspannt. Das Tageslicht fällt durch Maßwerkfenster, die mit Fischblasen verziert sind. Die Querarme sind mit Arkaden vom Langhaus abgeteilt. 
Die Orgel wurde 1906 von G. F. Steinmeyer & Co. gebaut und 2012 von der Firma Waldkircher Orgelbau Jäger & Brommer restauriert.